# 种衍民
种衍民（1968年6月—），江苏南京人，汉族，中华人民共和国政治人物、全国人民代表大会湖南地区代表。
毕业于湖南大学EMBA专业。加入中国共产党。担任衡阳特变总经理。2008年起担任全国人大代表。2013年，担任全国人大代表。2018年2月24日，当选为第十三届全国人大代表。